# 1859
Évszázadok: 18. század – 19. század – 20. század
Évtizedek: 1800-as évek – 1810-es évek – 1820-as évek – 1830-as évek – 1840-es évek – 1850-es évek – 1860-as évek – 1870-es évek – 1880-as évek – 1890-es évek – 1900-as évek
Évek: 1854 – 1855 – 1856 – 1857 –  1858 – 1859 – 1860 – 1861 – 1862 – 1863 – 1864

## Események

### Határozott dátumú események
- február 5. (Julián naptár szerint január 24.) – A két román fejedelemség, Moldva és Havasalföld perszonáluniójával – Bukarest fővárossal – létrejön az Egyesült Román Fejedelemségek, Alexandru Ioan Cuza fejedelem vezetésével.[1][2][3]
- április 25. – Egyiptomban elkezdődik a Szuezi-csatorna építése.[4]
- április 29. – Kitör a szárd–francia–osztrák háború.[5]
- április 30. – A Dél-kínai tengeri csata kezdete.
- május 6. – Párizsban Kossuth Lajos, Teleki László és Klapka György megalakítja a Magyar Nemzeti Igazgatóságot.
- május 24. – Első pályaudvara megnyitásával Miskolc bekapcsolódik a vasúti közlekedésbe.
- június 4. – A szárd–francia–osztrák háborúban III. Napóleon és Patrice de Mac-Mahon vezette francia–szárd csapatok vereséget mérnek a Gyulai Ferenc által vezetett osztrák csapatokra (magentai csata).[4]
- június 24. – Az osztrák csapatok Solferinónál súlyos vereséget szenvednek III. Napóleon francia császártól a szárd–francia–osztrák háborúban.[4]
- június 11. – Ferenc József császár és III. Napóleon megegyeznek a villafrancai fegyverszünet feltételeiben.[6]
- november 10. – A Habsburg Birodalom, a Francia Császárság és a Szárd Királyság megkötik a zürichi béke szerződést, a háború lezárására.[4]
- december 11. – A Vasárnapi Ujságban megjelenik a magyar sajtóban olvasható első sakkfeladvány Rozsnyay Mátyás tollából.[7]

### Határozatlan dátumú események
- az év folyamán –
  - A Konkókjó vallás megalapítása.
  - A szabadságharc leverése után tíz esztendővel kiszabadulnak az utolsó politikai foglyok is.[8]

## Az év témái

### 1859 a tudományban
- november 14. – Elkészül Jedlik Ányos dinamója.
- november 24. – Megjelenik Charles Darwin A fajok eredete című könyve, az evolúcióelmélet megalapozása.
- Az 1859-es tökéletes napvihar elnémította a távíróvonalakat Európa és az Egyesült Államok között, valamint számtalan helyen tűz ütött ki, miközben Róma, Havanna és Hawaii fölött is északi fényt lehetett megfigyelni. A Sziklás Hegységben állítólag olyan világosság volt, hogy este is el lehetett olvasni a nyomtatott szöveget.
- Gaston Planté feltalálja az ólomakkumulátort.
- A színképelemzés kidolgozása.

### 1859 a vasúti közlekedésben
- George Pullman megalkotja a Pullman kocsit.

## Születések
- január 21. – Révész Imre festőművész, grafikus († 1945)
- január 23. – Beleznay Antal karnagy, zeneszerző († 1915)
- február 13. – Quittner Zsigmond műépítész († 1918)
- február 19. – Svante August Arrhenius svéd kémikus († 1927)
- április 1. – Vikár Béla etnográfus, műfordító, akadémikus († 1945)
- április 28. – Ullein József műépítész († 1915)
- június 6. – Bánki Donát gépészmérnök, feltaláló († 1922)
- augusztus 17. – I. Károly osztrák császár, IV. Károly néven magyar és III. Károly néven cseh király († 1922)
- augusztus 24. – Holló Lajos magyar újságíró, politikus († 1918)
- szeptember 13. – Hertelendy Ferenc főispán († 1919)
- szeptember 16. – Jüan Si-kaj kínai politikus, katona, önjelölt császár († 1916)
- szeptember 18. – Franciszek Niżałowski, az Osztrák–Magyar Monarchia hadbírája, a Lengyel Hadsereg Legfelsőbb Katonai Bíróságának elnöke († 1937)
- szeptember 30. – Benedek Elek magyar író, meseíró († 1929)
- október 9. – Alfred Dreyfus francia katonatiszt, akit a Dreyfus-ügy tett híressé († 1935)
- október 18. – Henri Bergson [ejtsd: anri lui bergszon] francia filozófus († 1941)
- november 2. – Alekszandr Vasziljevics Szamszonov orosz katonatiszt, a 2. orosz hadsereg parancsnoka az első világháborúban († 1914)
- november 19. – Somló Sándor magyar színész, színigazgató, író († 1916)
- november 23. – William Bonney („Billy, a Kölyök”) amerikai bűnöző († 1881)
- december 2. – Georges Seurat francia festő († 1891)
- december 15. – Lazaro Ludoviko Zamenhof lengyel optikus, filológus, az eszperantó nyelv megalkotója († 1917)
- december 17. – Balló Ede festőművész († 1936)
- december 30. - Josef Bohuslav Foerster cseh zeneszerző († 1951)

## Halálozások
- január 20. – Bettina von Arnim, német írónő, a romantika jeles képviselője (* 1785)
- január 22. – Joseph Ludwig Raabe svájci matematikus (* 1801)
- január 28. – William H. Prescott amerikai jogász, történész, a spanyol világ kutatója (* 1796)
- február 20. – Irinyi József, magyar hírlapíró, műfordító, a Márciusi ifjak tagja, az 1848. március 15-én kitört pesti forradalom követeléseit összefoglaló 12 pont ötletadója és első változatának megfogalmazója, országgyűlési képviselő, Irinyi János öccse (* 1822)
- május 6. – Alexander von Humboldt, német természettudós és utazó (* 1769)
- május 13. – Lieder Frigyes német származású portré- és miniatúrafestő, litográfus (* 1780)
- szeptember 28. – Karl Johann Philipp Spitta(wd) német evangélikus teológus és költő (* 1801)
- november 4. – Szilasy János teológiai doktor, egyetemi tanár, nagyváradi kanonok és a Magyar Tudományos Akadémia tiszteleti tagja (* 1795)